# George Washington a Princeton
George Washington a Princeton è un dipinto a olio su tela realizzato da Charles Willson Peale nel 1779, su commissione del Supreme Executive Council of Philadelphia; raffigura George Washington all'indomani della battaglia di Princeton del gennaio 1777.